# Gut & Klima Freunde
Gut & Klima Freunde ist eine Wählergruppe in Köln, Nordrhein-Westfalen.

## Geschichte
|     |     |     |     |                     |                     |                     |                     | Deine Freunde       | Deine Freunde       | Deine Freunde | Deine Freunde | Deine Freunde | Deine Freunde |  |  | 2009 | 2009 | 2009 | 2009 | 2009 | 2009 |  |  |  |  |  |  |  |  |  |  |  |  |
|     |     |     |     |                     |                     |                     |                     | Deine Freunde       | Deine Freunde       | Deine Freunde | Deine Freunde | Deine Freunde | Deine Freunde |  |  | 2009 | 2009 | 2009 | 2009 | 2009 | 2009 |  |  |  |  |  |  |  |  |  |  |  |  |
| Gut | Gut | Gut | Gut | Gut                 | Gut                 |                     |                     |                     |                     |               |               |               |               |  |  | 2016 | 2016 | 2016 | 2016 | 2016 | 2016 |  |  |  |  |  |  |  |  |  |  |  |  |
| Gut | Gut | Gut | Gut | Gut                 | Gut                 |                     |                     |                     |                     |               |               |               |               |  |  | 2016 | 2016 | 2016 | 2016 | 2016 | 2016 |  |  |  |  |  |  |  |  |  |  |  |  |
|     |     |     |     |                     |                     |                     |                     |                     |                     |               |               |               |               |  |  |      |      |      |      |      |      |  |  |  |  |  |  |  |  |  |  |  |  |
|     |     |     |     |                     |                     |                     |                     | Klima Freunde       | Klima Freunde       | Klima Freunde | Klima Freunde | Klima Freunde | Klima Freunde |  |  | 2020 | 2020 | 2020 | 2020 | 2020 | 2020 |  |  |  |  |  |  |  |  |  |  |  |  |
|     |     |     |     |                     |                     |                     |                     | Klima Freunde       | Klima Freunde       | Klima Freunde | Klima Freunde | Klima Freunde | Klima Freunde |  |  | 2020 | 2020 | 2020 | 2020 | 2020 | 2020 |  |  |  |  |  |  |  |  |  |  |  |  |
|     |     |     |     |                     |                     |                     |                     |                     |                     |               |               |               |               |  |  |      |      |      |      |      |      |  |  |  |  |  |  |  |  |  |  |  |  |
|     |     |     |     | Gut & Klima Freunde | Gut & Klima Freunde | Gut & Klima Freunde | Gut & Klima Freunde | Gut & Klima Freunde | Gut & Klima Freunde |               |               |               |               |  |  | 2024 | 2024 | 2024 | 2024 | 2024 | 2024 |  |  |  |  |  |  |  |  |  |  |  |  |

### Deine Freunde

Logo von Deine Freunde

Motiviert durch den Archiveinsturz gründete sich im März 2009 die Wählergruppe Deine Freunde. Sie kandidierte bei der Kommunalwahl Ende August in 29 der 45 Kölner Wahlbezirke. Thor Zimmermann zog in den Rat der Stadt ein.
Bei der darauffolgenden Wahl 2014 trat die Wählergruppe erstmals in allen Wahlbezirken an. So kam Ute Symanski im Rat hinzu. In eine der Bezirksvertretungen wurde unter anderem der Schriftsteller Adrian Kasnitz gewählt. Tobias Scholz übernahm 2015 Symanskis Mandat. Im Sommer 2016 verließen die beiden damaligen Stadträte die Wählergruppe.

### Gut

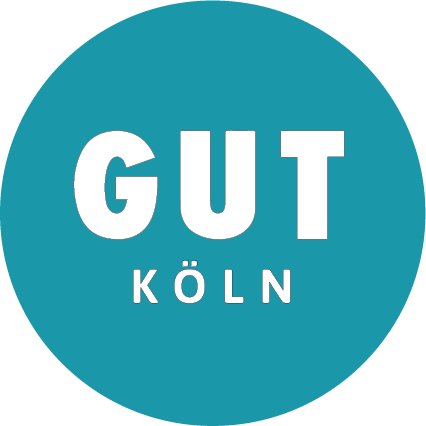
Logo von Gut

Die beiden Ratsmandatsträger Zimmermann und Scholz organisierten sich ab Sommer 2016 in der Ratsgruppe Gut Köln und in der am 12. September 2016 gegründeten gleichnamigen Wählergruppe. Bei der Wahl 2020 zogen die ersten beiden Listenplätze, auf denen Karina Syndicus und Zimmermann standen. Letzterer verteidigte somit sein Mandat erneut und war auch OB-Kandidat. Bis Ende August 2021 bildeten diese eine Ratsgruppe. Danach schloss sich Syndicus vorübergehend der Partei-Fraktion Fraktion an und war deren Vorsitzende, blieb aber Gut-Mitglied. Zimmermann trat aus der Wählergruppe aus.

### Klima Freunde

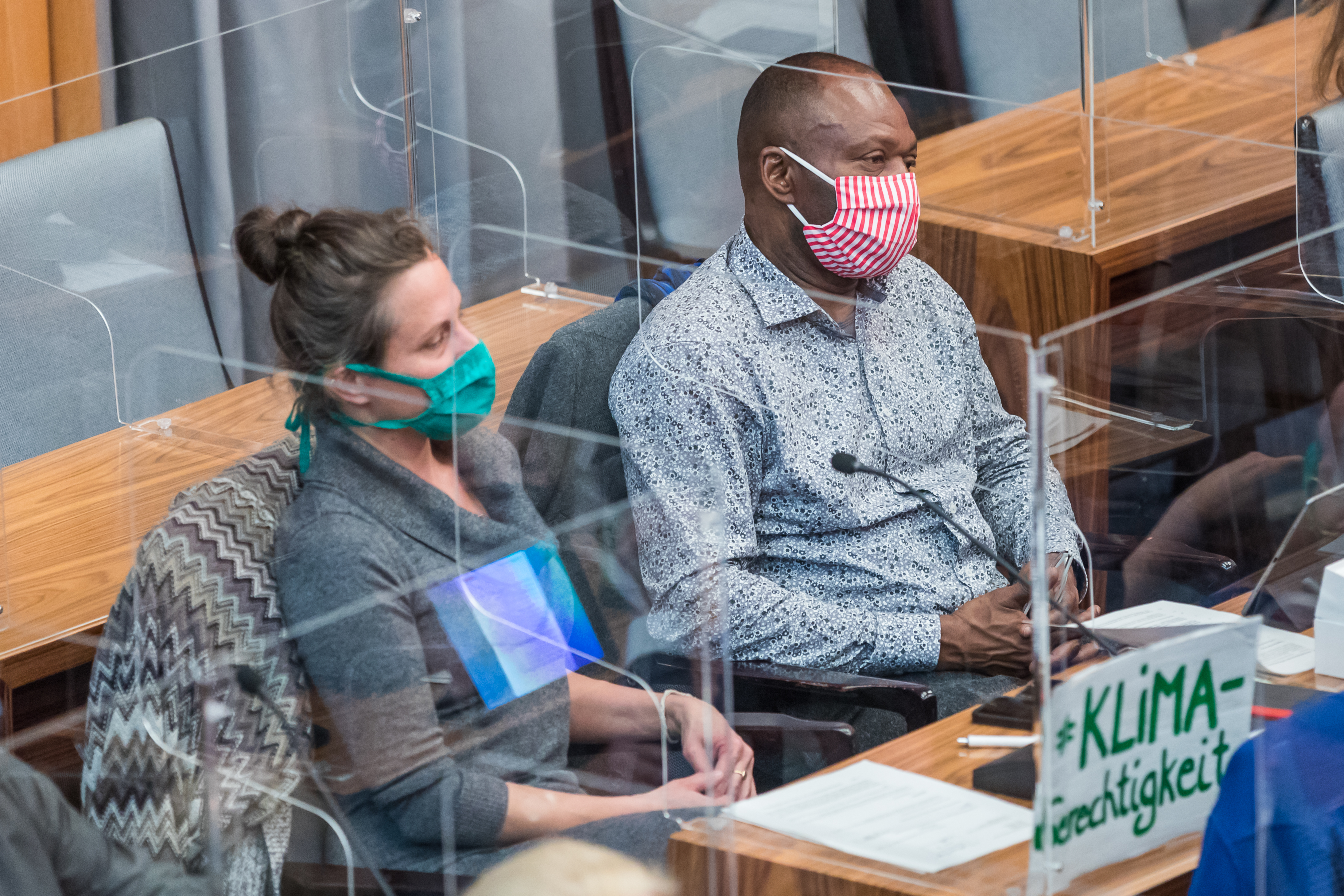
Nicolin Gabrysch und John Akude im Stadtrat, 1. konstituierende Sitzung am 5. November 2020

Die verbliebenen „Freunde“ hingegen taten sich vor der 2020er Wahl mit Aktiven aus der Kölner „Klima-, Sozial-, Mobilitäts- und Demokratiebewegung“ wie der sich im Aufbau befindlichen lokalen Klimaliste zusammen. Entsprechend benannte sich die Wählergruppe im Mai 2020 um: Klima Freunde – Deine Freund*innen/Klimaliste Köln.
Mit einem ähnlichen Stadtsratswahlergebnis wie Gut zogen OB-Kandidatin Nicolin Gabrysch und John Akude, erster Afrodeutscher im Gremium, ein. Letzterer wechselte ein Jahr später zur CDU. Nachdem sich Gabrysch bei ihrer letzten Rede klimabewegt an das Rednerpult klebte, wurde für dieses Mandat das Rotationsprinzip angewendet: Ngoc Gabriel folgte ihr und anschließend ab Oktober 2023 Inga Feuser.

### Gut & Klima Freunde
Mit der Rotation von Feuser (Klima Freunde) in den Rat schloss diese sich mit Syndicus (Gut) zur Ratsgruppe Klima Freunde & Gut zusammen. Ein Jahr später, am 29. September 2024, vereinigten sich auch die beiden Wählergruppen unter dem umgedrehten Namen Gut & Klima Freunde.

## Wahlergebnisse
| Wahltag    | Rat                   | Rat     | Rat     | Rat     | Rat             | BVs               | OB               | OB      | OB      |
| Wahltag    | Name der Wählergruppe | Stimmen | Stimmen | Mandate | spätere Wechsel | Mandate aller BVs | Kandidatur       | Stimmen | Stimmen |
| Wahltag    | Name der Wählergruppe | abs.    | %       | Mandate | spätere Wechsel | Mandate aller BVs | Kandidatur       | abs.    | %       |
| ---------- | --------------------- | ------- | ------- | ------- | --------------- | ----------------- | ---------------- | ------- | ------- |
| 30.08.2009 | Deine Freunde         | 2 904   | 0,78    | 1/90    | —               | 0                 | —                | —       | —       |
| 25.05.2014 | Deine Freunde         | 7 815   | 1,98    | 2/90    | 2 zu Gut        | 1                 | —                | —       | —       |
| 13.09.2020 | Klima Freunde         | 8 383   | 2,01    | 2/90    | 1 zu CDU        | 3                 | Nicolin Gabrysch | 14 370  | 3,45    |
| 13.09.2020 | Gut                   | 8 298   | 1,99    | 2/90    | 1 Austritt      | 2                 | Thor Zimmermann  | 8 613   | 2,07    |

## Anmerkung zu Eigenschreibweisen
Die einzelnen Organisationen schreiben sich selbst vorwiegend in Großschrift. Diese typographischen Abweichungen von der konventionellen Rechtschreibung wurden hier nicht übernommen.